# 돛대도 아니 달고
"돛대도 아니 달고"는 1979년에 개봉한 대한민국의 영화이다.

## 캐스팅
- 정영숙
- 윤일봉
- 이경태 : 인호 역
- 진봉진
- 진희진
- 김지연
- 이희경
- 박순
- 이종만 (특별출연)
- 이치우 (특별출연)
- 이희우 (특별출연)
- 정민섭 (특별출연)